# Antites
Antites är en retorisk stilfigur och tankefigur som kan kännetecknas i meningar bestående av motsatser, som exempelvis; ”Denna inställsamhet ger en behaglig början men ett bittert slut” eller ”För dina ovänner visar du dig försonlig, för dina vänner obeveklig.” Ordet antites kommer från grekiskans ”antithesis”, där anti- betyder ”mot” och thesis- betyder ”position" eller "ståndpunkt".
Stilfigurer, uppdelat i bland annat tankefigurer och ordfigurer, används för att förstärka och styrka det budskap man vill få fram, men även att ”smycka” språket man använder för att kunna övertyga. I kontrast till ordfigurer, där smyckningen av orden i talet står i centrum, syftar tankefigurer främst till att smycka tanken och budskapet. Antitesen som tankefigur kan då användas när man vill styrka sin tes genom att ställa den mot dess motsats. Uttryckskraften hos båda teserna höjs när man utför detta, vilket leder till att kontrasten dem emellan blir tydligare. Antitesen kan således användas som ett retoriskt påverkningsmedel i samband med till exempel propaganda då talaren vill betona den ”rätta” sidan av en konflikt. Antitesen kan även användas inom politik men också inom högkulturell lyrik, i schlagerrefränger och när man vill visa hur omfattande något är. Som till exempel ”Jag har rest över hav och öken”.
Andra stilfigurer som liknar och kan jämföras med antitesen är oxymoron och hyperbol. Oxymoron är en figur som består av en sammansättning av ord som är varandras motsatser. Exempel på oxymoron kan vara ”bitterljuv” eller ”nygammalt”. En oxymoron skulle kunna betraktas som en antites, vilket har koncentrerats ner till endast ett ord. En hyperbol däremot kan betecknas som en figur som syftar till att överdriva. Den används för att stegra uttryckskraften hos ett uttryck, likadant som en antites förstärker och smyckar tanken.

## Andra användningsområden
Förutom att antitesen ses som en retorisk stilfigur, har den även en roll inom filosofin och logiken. I Friedrich Hegels filosofiska system ses en tankes utveckling som en övergång mellan tesen till antitesen, vilket leder till en ”syntes”. Detta är en övergångsprocess som möjliggör att tanken kan utvecklas till verklighet. Syntesen som skapas kan i sin tur leda till en ny tes och vidare till en antites. Detta tankesätt ingår i Hegels version av den dialektetiska metoden.

## Exempel
- Det går inte att gå på vatten, det går att gå på is = det går att gå på fruset vatten
- Först in, sist ut
- Bra tänkt, sämre genomfört
- Upp som en sol, ned som en pannkaka
- Svart, vitt
- Liv, död